# TQ (chanteur)
Pour les articles homonymes, voir TQ.
TQ, de son vrai nom Terrance Quaites, né le 24 mai 1976 à Compton, est un chanteur américain de RnB contemporain.

## Biographie
Il est principalement connu pour son tube Westside (1998).

## Discographie
- They Never Saw Me Coming (1998)
- Westside (1998)
- The Second Coming (2000)
- Listen (2004)
- Gemini (2007)
- Paradise (2008)
- S.E.X.Y. (EP, 2009)
- Kind of Blue (2010)
- Legendary (2013)